# Ichneumon melanotis
Ichneumon melanotis är en stekelart som beskrevs av Holmgren 1864. Ichneumon melanotis ingår i släktet Ichneumon och familjen brokparasitsteklar. Arten är reproducerande i Sverige. Inga underarter finns listade i Catalogue of Life.